# 차이신
차이신(财新传媒, Caixin)은 베이징에 본사를 둔 비즈니스 및 탐사 저널리즘으로 유명한 중국 미디어 그룹이다. 차이신은 표준 중국어로 '재정 뉴스'를 뜻한다.

## 개요
2006년 파이낸셜 타임즈가 선정한 "중국에서 가장 영향력 있는 칼럼니스트"이자 월스트리트 저널이 선정한 "아시아에서 가장 가치 있는 10명의 여성" 중 한 명일 정도로 국제적으로 저널리즘의 발자취를 남긴 것으로 인정받고 있는 후 술리(Hu Shuli)가 이끄는 차이신 미디어의 편집부는 독립적인 사고와 전문적인 언론으로 유명하다. 이들은 중국 경제와 금융, 비즈니스에 대한 뉴스와 분석을 제공한다. 또한 중국 소셜 미디어인 시나 웨이보에 190만 명에 달하는 구독자를 갖고 있으며, 이들은 월간 22만 부의 주간지를 발행하고 있다. 또한 2015년 8월부터 마킷이 발표하는 중국 구매관리자지수의 스폰서를 맡고 있다.

## 사건

### 인용 보도 금지 사건
중국 국가인터넷정보판공실은 2021년 10월 21일 인용 보도가 가능한 1300개 이상의 뉴스 매체 목록에서 차이신을 삭제했다. 인터넷 플랫폼은 승인되지 않은 출처의 콘텐츠를 게시하는 것이 금지된다. 차이신은 2016년에 출판된 이전 목록에서는 인용 보도가 가능한 매체였다. 차이신이 제외됨에 따라 중국 독자들은 인기있는 뉴스 집계 웹사이트에서는 차이신의 뉴스를 볼 수 없고 차이신 웹사이트를 직접 방문하거나 차이신 앱을 이용해야 한다.

### 기사 삭제 사건
차이신의 기사가 잇달아 삭제되는 사태가 발생했다. 차이신이 발행하는 주간지 '차이신저우칸'은 2023년 12월 31일 '2023년, 이별은 어쩔 수 없는 일'이라는 제하의 기사에서 리커창 전 총리, 헨리 키신저 전 미국 국무장관 등 지난해 세상을 떠난 유명인사를 추모했다. 하지만 오전에 게재된 해당 기사는 당일 저녁에 사라졌다. 앞서 2023년 12월 25일 차이신저우칸의 사설도 게재된 지 몇 시간 만에 삭제됐다. 이밖에 2023년 12월 18일 간쑤성 지진 피해 관련 보도도 삭제된 바 있다. 당시 차이신은 "빈곤한 피해지역에서 일부 가옥이 노후돼 인명, 재산 피해를 키웠다"는 취지로 보도한 것으로 알려졌다. 또한 2023년 11월 ‘개혁의 돌파구가 시급하다’는 제목의 사설도 삭제됐다. 이 사설에는 "중국의 일부 관료들이 너무 많이 간섭해 과거 시장을 자원배분의 주요 동력으로 삼았던 정신을 잃어버렸다"고 비판하는 내용이 담겼다.